# 掌姓
春秋時期魯桓公賜下四個姓氏分別是黨、掌、常、仉，相當於名門貴族，是周文王姬姓後裔。党、掌、仉同為一姓，最早發源於今敦煌附近地區。
相傳為避免遭株連，紛紛改姓，後因征東大將軍仉據護駕有功，又受皇帝封為掌姓。

## 分布地區
江蘇、山西運城、江西崇義、萍鄉、湖南湘潭、臺灣、北京等地。

## 名人
- 掌禹錫，北宋郾城人，曾任工部侍郎，通《易經》，又與蘇頌、林億等人合撰《嘉祐補注本草》20卷。
- 掌牧民，江蘇射陽人，畢業於日本早稻田大學，曾任江蘇省（國民政府）參議員，與于右任等人共事。後以國學（經學）教育家身分，於臺中大坑講學多年。
- 掌敏潔，江蘇人，中國女子跳水運動員。